# 拉吉斯拉夫·什万达
拉吉斯拉夫·什万达（捷克語：Ladislav Švanda，1959年2月14日—），捷克男子越野滑雪运动员。他曾代表捷克斯洛伐克参加1988年冬季奥林匹克运动会越野滑雪比赛，获得男子4×10公里接力铜牌。